# Brașov Challenger 1999
Il Brașov Challenger 1999 è stato un torneo di tennis facente parte della categoria ATP Challenger Series nell'ambito dell'ATP Challenger Series 1999. Il torneo si è giocato a Brașov in Romania dal 13 al 19 settembre 1999 su campi in terra rossa.

## Vincitori

### Singolare
David Sánchez ha battuto in finale  Thierry Guardiola con il punteggio di 6–2, 0–6, 6–2

### Doppio
Andrei Pavel /  Gabriel Trifu hanno battuto in finale  George Cosac /  Dinu Pescariu con il punteggio di 6–2, 6–2